# نانسی گریگوریان
نانسی جین گریگوریان (ارمنی: Նենսի Գրիգորեան؛ انگلیسی: Nancy Jean Kricorian؛ زادهٔ ۱۹ سپتامبر ۱۹۶۰) روزنامه‌نگار، پدیدآور ارمنی‌تبار اهل ایالات متحده آمریکا است که رمان‌های زابل (۱۹۹۸)، رویاهای نان و آتش (۲۰۰۳) و تمامی نور وجود داشت (۲۰۱۳) را خلق نموده است.

## زندگی‌نامه
وی در ۱۹ سپتامبر ۱۹۶۰ در واترتاون، ماساچوست از پدری ارمنی (ادوارد ال. گریگوریان) و مادری فرانسوی-کانادایی (ایرنه) به دنیا آمد و در سال ۱۹۸۲ از کالج دارتموث و در سال ۱۹۸۷ با مدرک کارشناسی ارشد هنرهای زیبا از دانشگاه کلمبیا فارغ‌التحصیل گشت. وی همسر جیمز شیمس می‌باشد.  وی هم اکنون در نیویورک زندگی می‌کند.